# PUI PUI Rongeurs à moteur
PUI PUI Rongeurs à moteur (PUI PUI モルカー, Pui Pui Morukā, PUI PUI Molcar) est une série télévisée japonaise produite par Shin-Ei Animation et Japan Green Hearts en coopération avec Bandai Namco Entertainment. La série est écrite et réalisée par Tomoki Misato (ja). Les personnages sont conçus par Misato en coopération avec les employés de Japan Green Hearts et Shota Kowatsu compose les musiques. La série est diffusée au Japon sur TV Tokyo durant le programme jeunesse Kinder TV pour la première fois le 5 janvier 2021. Le nom original de la série PUI PUI モルカー est issu d'un jeu de mots comprenant les mots Molmot (モルモット, morumotto, mot japonais pour cochon d'inde) et car (mot anglais pour voiture), reflétant ainsi l'aspect physique des personnages principaux.
Dès sa sortie, la série a été acclamée par les téléspectateurs, les évaluations globales furent très positives, au Japon, comme à l'international. Les fans du monde entier réagissent positivement sur les réseaux sociaux, car la série étant exempt de dialogues, est très facilement accessible à tout le monde.
Au départ, chaque épisode est d'abord diffusé sur TV Tokyo, l'épisode est ensuite disponible gratuitement pendant une semaine sur la chaine YouTube officielle de Namco Bandai. L'arrivée de la série sur Netflix a été annoncée pour le 25 mars 2021 suivi ensuite de l'annonce officielle de la sortie du coffret DVD & Blu Ray qui aura lieu le 28 juillet 2021.

## Synopsis
La série est diffusée par épisodes d'exactement 2 min 40 s durant le programme jeunesse Kinder TV. Sous forme de court métrage stop-motion chaque épisode étant mis en scène dans un univers où la population conduit des moyens de locomotions vivants, ceux ci étant des hybrides entre des cochons d'inde et des véhicules motorisés. De nombreuses références à d'autres films sont présentes durant les épisodes, y ajoutant une touche humoristique.

### Personnages principaux
La série comporte cinq Rongeurs à moteurs (Molcars) qui, sur le site officiel, sont présentés comme tel :
Potato (ポテト, Poteto)
Un Molcar beige à taches marron. Il est présenté comme un Molcar assez relax[pas clair] mais également prêt à porter assistance aux personnes dans le besoin, comme on peut le voir dans l'épisode où il assiste une ambulance pour éviter un embouteillage.
Il aime les carottes.
Shiromo (シロモ)
Un Molcar blanc assez peureux et qui se retrouve dans la panade facilement. Il considère Teddy comme « sa sœur aînée » et sa malchance le conduit souvent à avoir des ennuis, comme se faire Molcar-jacker ou encore se faire transformer en Molcar Zombie.
Il aime la laitue.[pertinence contestée]
Abbey (アビー, Abī)
Un Molcar blanc cassé, sa fourrure forme des pics sur le dos et il porte le macaron Shoshinsha (en) (qui au Japon indique que le véhicule est conduit par un jeune conducteur) sur les côtés. Il a peur des chats, une phobie qu'il réussit à surmonter avec l'aide de ses amis. Il est également affiché comme un Molcar plutôt sérieux, curieux et extrêmement fier.
Choco (チョコ, Choko)
Une Molcar marron avec des fleurs sur ses oreilles/rétroviseur latéraux. Bien qu'au premiers abords elle est représentée comme étant une amatrice de vêtements, elle est surtout forte et en bonne condition physique.
Teddy (テディ, Tedī)
Une Molcar marron foncé, qui mange un peu n'importe quoi, y compris les déchets. Avec une allure de garçon manqué, c'est une Molcar intrépide, capable de faire face, une fois armée, à une horde de zombie, et procède en coopération avec Choco à une opération de sauvetage.
En plus des Molcars mentionnés ci-dessus, il existe plusieurs autres Molcars, qui n'ont pas de noms, mais que l'on peu distinguer facilement par leur couleur ou par leur utilité, avec des Molcars servant d'ambulances, de voitures de police et de food truck. La série dépeint également des personnages humains ou non-humains, le plus souvent représentés par des figurines et jouets sans visage. durant les premiers épisodes de vrais acteurs furent utilisés pendant de courtes scènes pour les conducteurs et passagers. Le premier épisode contient des personnages incarnés par le réalisateur Tomoki Misato et sa grande sœur Mizuho, qui est actrice. Le 10e épisode introduit le personnage fictif Magica Morumi (魔法天使もるみ, Mahō Tenshi Morumi, "Magical Angel Morumi").

## Création
Tomoki Misato, né à Tokyo, au Japon, est un réalisateur et un animateur de films en stop-motion. Il a été diplômé, en 2016, à l'université d'art de Musashino. Bien que ne faisant que des courts métrages, il devient célèbre dans le milieu après avoir réalisé マイリトルゴート (My Little Goat, Mai ritoru gōto, Mon petit chevreau) en 2018, court métrage primé à la fois pour son animation et son scénario, qu'il a produit sur une période de 10 ans.
En tant qu'aspirant réalisateur, il a commencé à travailler pour PUI PUI Molcar à la suite de la proposition de Bandai Namco Entertainment de travailler sur une mini série d'animation qui serait diffusée pendant des encarts de Kinder TV. Selon Misato lui-même, l'idée originale, l'aspect graphique et l'animation remontent à une inspiration de 2019. Il se souvient s'être demandé « Si les voitures étaient des cochons d'inde mignons, est-ce que les moments frustrants qui arrivent durant le trajet pourraient être réglés ? ». Il a ajouté également « Afin de toucher une société facilement critiquée par les gens, je veux aussi en transmettre le plaisir et mettre en exergue son importance.»
Quasiment tous les épisodes sont réalisés et écrits par Misato lui-même. Il est accompagné par une équipe d'animation, composée de quatre employés de Japan Green Hearts, ainsi que de Hana Ono et de biens d'autres personnes. Il a souligné que « [il] était inquiet au sujet de la tournure du scénario contenu dans un épisode d'une durée définie à 2 min 40 s.»